# Communauté d’agglomération du Calaisis
Die Communauté d’agglomération du Calaisis ist ein ehemaliger französischer Gemeindeverband mit der Rechtsform einer Communauté d’agglomération im Département Pas-de-Calais in der Region Hauts-de-France. Sie wurde am 28. Dezember 2000 gegründet und bestand aus zehn Gemeinden. Der Verwaltungssitz befand sich in der Gemeinde Calais.
Am 1. Januar 2017 wurden die vier Gemeinden Fréthun, Hames-Boucres, Les Attaques und Nielles-lès-Calais aus der aufgelösten Communauté de communes du Sud-Ouest du Calaisis eingegliedert.
Am 1. April 2017 wechselte die Gemeinde Escalles aus der Communauté de communes Pays d’Opale zum Gemeindeverband.
Am 20. November 2018 annullierte das Verwaltungsgericht in Lille die Fusion der Gemeindeverbände Communauté de communes des Trois Pays und Communauté de communes du Sud-Ouest du Calaisis zur Communauté de communes Pays d’Opale.
Der Gemeindeverband fusionierte am 1. Dezember 2019 mit den vier Gemeinden Bonningues-lès-Calais, Peuplingues, Pihen-lès-Guînes und Saint-Tricat aus dem Gemeindeverband Communauté de communes Pays d’Opale zum neuen Gemeindeverband Communauté d’agglomération Grand Calais Terres et Mers.

## Ehemalige Mitgliedsgemeinden
1. Calais
2. Coquelles
3. Coulogne
4. Escalles
5. Fréthun
6. Hames-Boucres
7. Les Attaques
8. Marck
9. Nielles-lès-Calais
10. Sangatte